# بسته‌بندی غذا

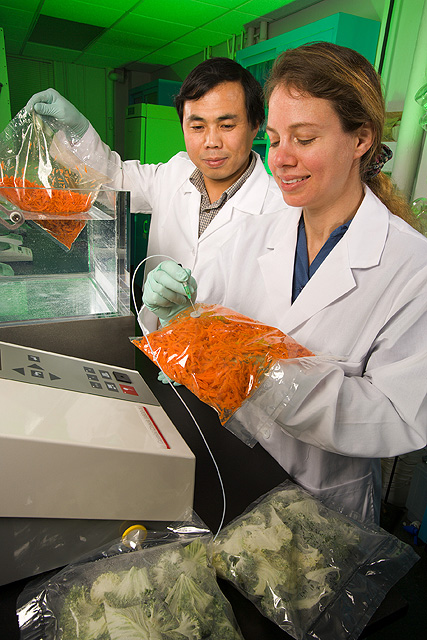
آزمایش جو اصلاح شده در کیسه پلاستیکی هویج

بسته‌بندی غذا یا بسته‌بندی مواد غذایی یک سیستم بسته‌بندی است که به‌طور خاص برای مواد غذایی طراحی شده است و یکی از مهم‌ترین جنبه‌ها را در میان فرآیندهای درگیر در صنایع غذایی نشان می‌دهد، زیرا از تغییرهای شیمیایی، زیستی و فیزیکی محافظت می‌کند. هدف اصلی بسته‌بندی مواد غذایی، ارائه ابزاری عملی برای حفاظت و تحویل کالاهای غذایی با هزینه مناسب و در عین حال برآورده کردن نیازها و انتظارات مصرف‌کنندگان و صنایع است. علاوه بر این، روندهای کنونی مانند پایداری، کاهش اثرات زیست‌محیطی، و افزایش ماندگاری به تدریج به یکی از مهم‌ترین جنبه‌های طراحی یک سیستم بسته‌بندی تبدیل شده‌اند.

## انواع
طراحی بسته‌بندی بستگی به عملکردی که در انواع بسته‌بندی‌ها و ظروف شکل می‌گیرد و بستگی به محصولات غذایی و عملکرد آنها ممکن است تا حد زیادی متفاوت باشد.

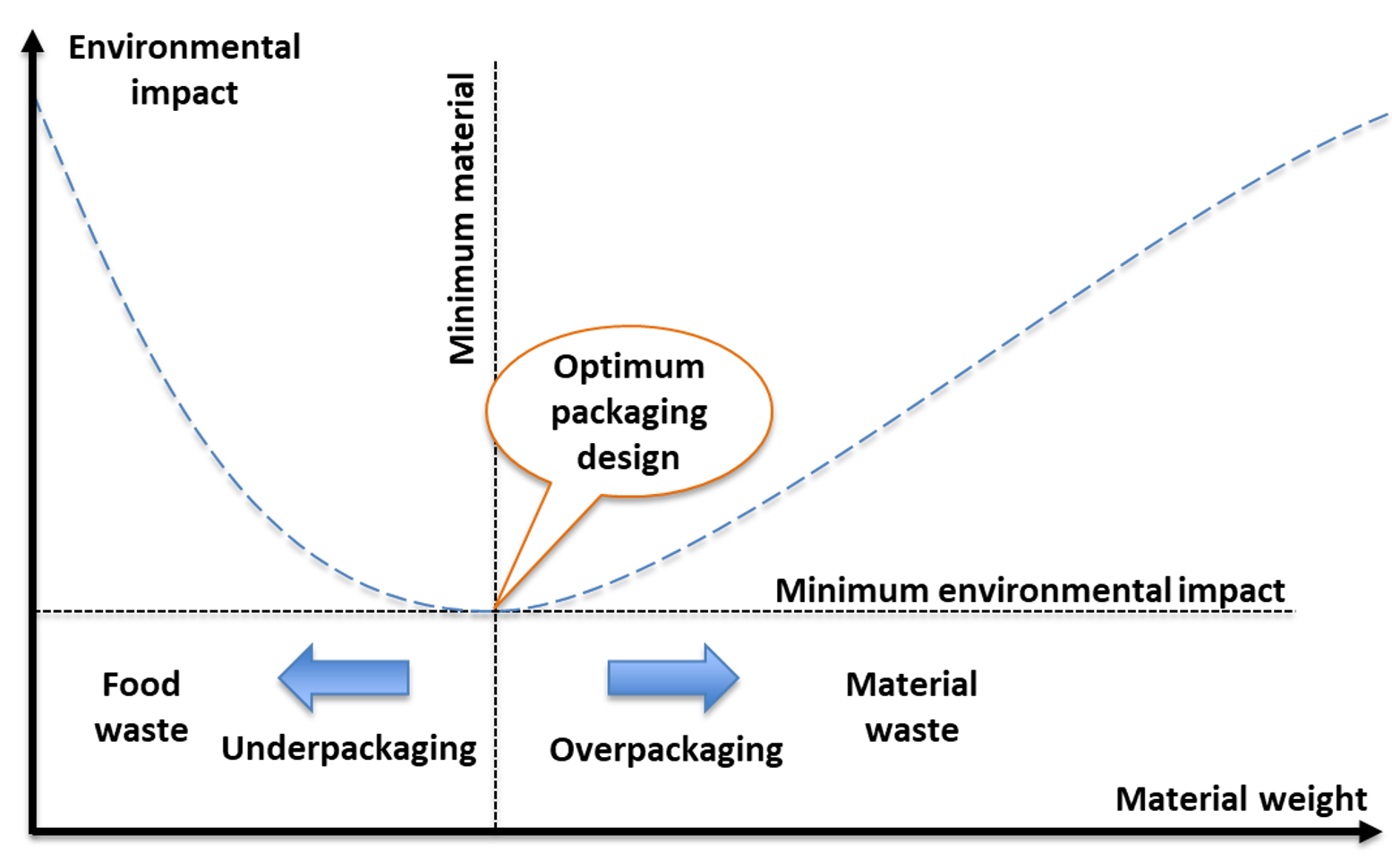
نمودار طراحی بسته‌بندی بهینه